# Marc Welinski
Pour les articles homonymes, voir Welinski.

Marc Welinski et Jacques Chancel lors de la création de Mezzo en 1996

Marc Welinski, né le 19 octobre 1958 à Paris est un homme d’audiovisuel, manager, romancier et essayiste français.

## Biographie
Marc Welinski est issu d'une famille juive d’origine russe, polonaise et alsacienne. Il fait ses études en banlieue parisienne et intègre l'École normale supérieure de Fontenay-Saint-Cloud (philosophie) en 1980. Diplômé de philosophie, il complétera par la suite ses études littéraires par un MBA à l’INSEAD en juin 1990.

### Dans l'audiovisuel
Passionné de philosophie, de musique et d’audiovisuel, il se détourne très tôt de l’enseignement et embrasse une carrière de manager à la télévision. Il entre à la direction du développement de France Télévisions en 1996 et y crée avec Jacques Chancel, la chaîne musicale Mezzo (chaine de télévision), qu’il dirigera jusqu’en 2000. Il crée ensuite, au sein de France Telecom, Wanadoo audiovisuel, la filiale audiovisuelle destinée à alimenter en vidéo les premiers portails haut débit Wanadoo et Voilà. Sur le portail Wanadoo, il crée en 2002 avec Michel Field le concept Politique directe : pour la première fois en France, les candidats à l'élection présidentielle de 2002 participent en direct à une discussion avec les internautes. Marc Welinski dirige à partir de 2005 la société CielEcran, qui initie les retransmissions en direct dans les salles de cinéma de grands événements culturels. Il diffuse ainsi en direct pour la première fois en France les opéras du Metropolitan Opera de New York, les ballets du Bolchoï, ainsi qu'un concert d'Elton John, et film en 3D un concert de Julien Clerc. Il retransmet également des événements sportifs. La société est rachetée en 2007 par le groupe Pathé et devient Pathé live. En 2011, il devient directeur du marketing de l’opérateur satellitaire Eutelsat. Entre 2014 et 2018, il se consacre à des missions de stratégie et de développement dans le domaine du marketing, du développement culturel et des nouvelles technologies dans les médias. Il enseigne au CELSA et à l' ISCOM et intervient à HEC Paris sur les thèmes : « Médias et société » et « Nouveaux modèles économiques dans les médias ». Il lance avec Ali Rebeihi et Christophe André les premières conférences de Radio France diffusées en direct dans les salles de cinéma. Il produit également pour Europe1 Au cœur de l'expo, une série de visites de grandes expositions animées par Frédéric Taddeï retransmises dans les salles de cinéma. En décembre 2018, il reprend la direction de la chaîne Mezzo. Depuis fin 2020, il poursuit des missions d'expertises dans les médias et anime une émission culture/société, Pilpoul, sur RadioRCJ.

### Romans
Très influencé par le thriller psychologique, et notamment par Alfred Hitchcock, Marc Welinski aborde dans son premier roman, Indices, le monde de la télévision, qui forme le fond de décor à des manipulations d'audience et à des passions individuelles démesurées. Ce roman crée un début de polémique, certains journalistes croyant reconnaître des personnalités du PAF ou des hommes politiques dans certains personnages. En 2010, il publie Le Secret de David Sender qui évoque la résurgence aux États-Unis d’une secte vieille de 2 000 ans prête à tout pour reprendre ses droits. En 2013, dans Le Syndrome de Croyde, des crimes à répétition commis dans le métro parisien mettent au jour une affection psychologique rare récemment découverte par les scientifiques.
Avec Sortie de piste, paru en 2016, Marc Welinski semble quitter l'univers du thriller pour donner une comédie picaresque sentimentale et philosophique. Il y décrit les changements qui adviennent dans la vie d'un homme victime d'une EMI (expérience de mort imminente). Il adopte une écriture chorale, où toute une galerie de personnages prennent la parole et exposent un point de vue, une technique qui rappelle les romans de David Lodge. Dans son roman Dossier Wasselot (2018), le coaching d'une dirigeante de grande entreprise tourne au drame et sa coach se trouve malgré elle impliquée dans une intrigue politico-économique qui menace de la broyer. Le président Emmanuel Macron, personnage-clé de l'intrigue, y apparaît sous les aspects d'un président-philosophe citant du Marcel Proust et du Marc Aurèle. Coécrit avec la romancière Danielle Thiéry, Mourir ne suffit pas, met en scène une psychologue réputée, animatrice d'un talk-show radiophonique quotidien, dont l'émission est perturbée, un soir d'automne, par l'annonce d'une prise d'otage dans un restaurant parisien. Une auditrice terrifiée, qui s'est cachée dans une pièce du restaurant à l'arrivée des terroristes, appelle le standard de la radio pour trouver de l'aide. Une discussion dramatique et troublante s'engage alors entre les deux femmes. La Bête des Vosges, roman également coécrit avec Danielle Thiéry en 2023, est la transposition dans les années 1920 d'un fait de société qui a défrayé la chronique dans les années 1970, l'épisode de la Bête des Vosges, au cours duquel un animal dévorant s'attaque au cheptel pendant plusieurs mois dans la région de Rambervillers. Dans le roman, le Bête s'attaque aux humains, attisant la violence et les passions d'une petite communauté rurale et industrielle de Lorraine. 

### Essais
Dans Comment bien vivre la fin de ce monde, paru en mars 2021, il interroge 15 personnalités du monde scientifique et intellectuel sur leur vision de l'avenir, et notamment leur attitude vis-à-vis de la Collapsologie et des thèses relatives à l'effondrement de notre civilisation. Le livre, écrit sous la forme de dialogues, se présente comme une quête, à partir de l'angoisse de la fin du monde ressentie par l'auteur, de différents points de vue, appuyés sur différents savoirs scientifiques. Les protagonistes de cet ouvrage sont : Sophie Péters, Franck Ferrand, Anne Dambricourt-Malassé, Étienne Klein, Marc Halévy, Alain Minc, Isaac Getz, Joël de Rosnay, Frédéric Taddeï, Marc Luyckx Ghisi, Françoise Russo-Marie, Annick de Souzenelle, Michel Maffesoli, Philippe Guillemant, et Catherine Bensaïd. Commençant par une sorte de psychothérapie consécutive à une crise d'angoisse face à l'avenir, la confrontation des différents points de vue laissent apparaitre un avenir peut-être moins sombre qu'il n'y parait.
Profitant de l'expérience du confinement de 2020 pour se plonger dans les grands textes mystiques, il fait paraitre en septembre 2022 Les Trésors de la Kabbale, un essai d'introduction à la Kabbale, co-écrit avec le physicien et philosophe Marc Halévy. Dans ce texte d'inspiration philosophique, il propose une introduction en quatre soirées de lecture à une tradition ésotérique qu'il présente comme d'origine juive, mais ayant selon lui acquis un statut universel au vu de l'influence considérable qu'elle a eu sur la pensée et la littérature européenne depuis la Renaissance. Une des thèses du livre est que la Kabbale a également joué un rôle de stimulation intellectuelle dans le développement de la physique contemporaine.
Avec Pourquoi il est impossible de rater sa vie, essai publié en mai 2024, Marc Welinski poursuit sa réflexion sur les grandes angoisses contemporaines. Il y dénonce la « tyrannie de la réussite » qui a envahi la société et qui met les individus sous pression. Il critique une société frénétiquement tournée vers le bonheur hédonique, c’est-à-dire la recherche de plaisir et l’évitement des déplaisirs qui en font pourtant intégralement partie. Il dépeint les aberrations auxquelles conduit la recherche de la réussite matérielle individuelle et écrit qu’en définitive, « mieux vaut être (relativement) pauvre à Zurich que riche à Sao Paulo ». Il remet en cause, tout en reconnaissant son apport depuis les années 1960, le mouvement du développement personnel qui conduit à l’exacerbation d’un individualisme absurde. Décrivant, à la suite du philosophe allemand Wilhelm Schapp, les humains comme des êtres « empêtrés dans des histoires » il présente la peur de « rater sa vie » comme un récit négatif que l’homme se raconte à lui-même, et qui n’est pas autre chose, finalement, que la peur de vivre. Il met en avant le côté libérateur de l’idée qu’il est impossible de rater sa vie. Flétrissant une société devenue à ses yeux «victimaire», il prône, en s’inspirant la philosophie de Jean-Paul Sartre, un Existentialisme nouveau qui consiste à nous reconnaître au contraire 100% responsable de notre vie. 

## Livres

### Romans
- La Bête des Vosges: roman, (avec Danielle Thiéry) Paris, Editions Lajouanie, septembre 2023, 416 p.  (ISBN 978-2-37047-2359)
- Mourir ne suffit pas : roman, (avec Danielle Thiéry) Paris, Editions Anne Carrière, juin 2021, 254 p.  (ISBN 978-2-3808-2168-0)
- Dossier Wasselot : roman, Paris, French Pulp éditions, avril 2018, 263 p. (ISBN 979-10-251-0325-8)
- Le Syndrome de Croyde 2 : L'État sauvage, Paris, Éditions Daphnis et Chloé, avril 2017, 384 p. (ISBN 979-10-253-0065-7)
- Sortie de Piste : roman, Paris, Éditions Daphnis et Chloé, septembre 2016, 386 p. (ISBN 979-10-253-0058-9)
- Blue Velasquez : roman, Paris, Éditions Daphnis et Chloé, juin 2015, 431 p. (ISBN 979-10-253-0024-4)
- Le Syndrome de Croyde : roman, Paris, Éditions Daphnis et Chloé, décembre 2013, 513 p. (ISBN 978-2-9542117-3-2, lire en ligne)
- Le Syndrome de Croyde, Éditions Pocket, avril 2017, 420 p. (ISBN 978-2-266-25878-4)
- Le Secret de David Sender, Paris, Fleuve Noir, mars 2010, 400 p. (ISBN 978-2-265-08920-4)
- Indices, Paris, Fleuve Noir, avril 2009, 269 p. (ISBN 978-2-265-08808-5)

### Autres livres et publications
- Nouveaux écrans, nouveaux médias, rapport pour le Centre national de la cinématographie, 2003
- Comment bien vivre la fin de ce monde : Les points de vue éclairants de 15 personnalités, Guy Trédaniel, mars 2021[19].  (ISBN 978-2-8132-2446-0)
- Les Trésors de la Kabbale (avec Marc Halévy): Une initiation en quatre soirées à une tradition mystique universelle, Dervy, septembre 2022,  (ISBN 979-10-242-0677-6).
- Pourquoi il est impossible de rater sa vie; Petite philosophie pour alléger votre existence, First Éditions, mai 2024, 320 p,  (ISBN 978-2-412-09464-8).

### Adaptations à l'écran
- Le Syndrome de Croyde a été adapté à la télévision pour France 2 sous le titre Les Ombres du passé[20]. Réalisation : Denis Malleval. Avec Samuel Le Bihan, Frédéric Diefenthal, Alika del Sol, Hélène Degy et Nicoletta.

## Distinction
- Chevalier de l'ordre des Arts et des Lettres (1999)[21]